# Округ Јазу (Мисисипи)
Јазу (енгл. Yazoo County) је округ у америчкој савезној држави Мисисипи.

## Демографија
По попису из 2010. године број становника је 28.065, што је 84 (-0,3%) становника мање него 2000. године.
| Група             | 2000.          | 2010.          |
| Белци             | 11.558 (41,1%) | 10.477 (37,3%) |
| Афроамериканци    | 15.189 (54,0%) | 16.013 (57,1%) |
| Азијати           | 102 (0,4%)     | 125 (0,4%)     |
| Хиспаноамериканци | 1.233 (4,4%)   | 1.301 (4,6%)   |
| Укупно            | 28.149         | 28.065         |